# ماجراهای شهر لگو
ماجراهای شهر لگو (انگلیسی: Lego City Adventures) یک پویانمایی رایانه‌ای است از ژوئن ۲۰۱۸ از نیکلودئون پخش میشود.